# لباشیر (سرده)
لباشیر، موبَر (نام علمی: Pergularia) نام یک سرده از تیره خرزهره‌ایان است.